# 中西区 (台南市)

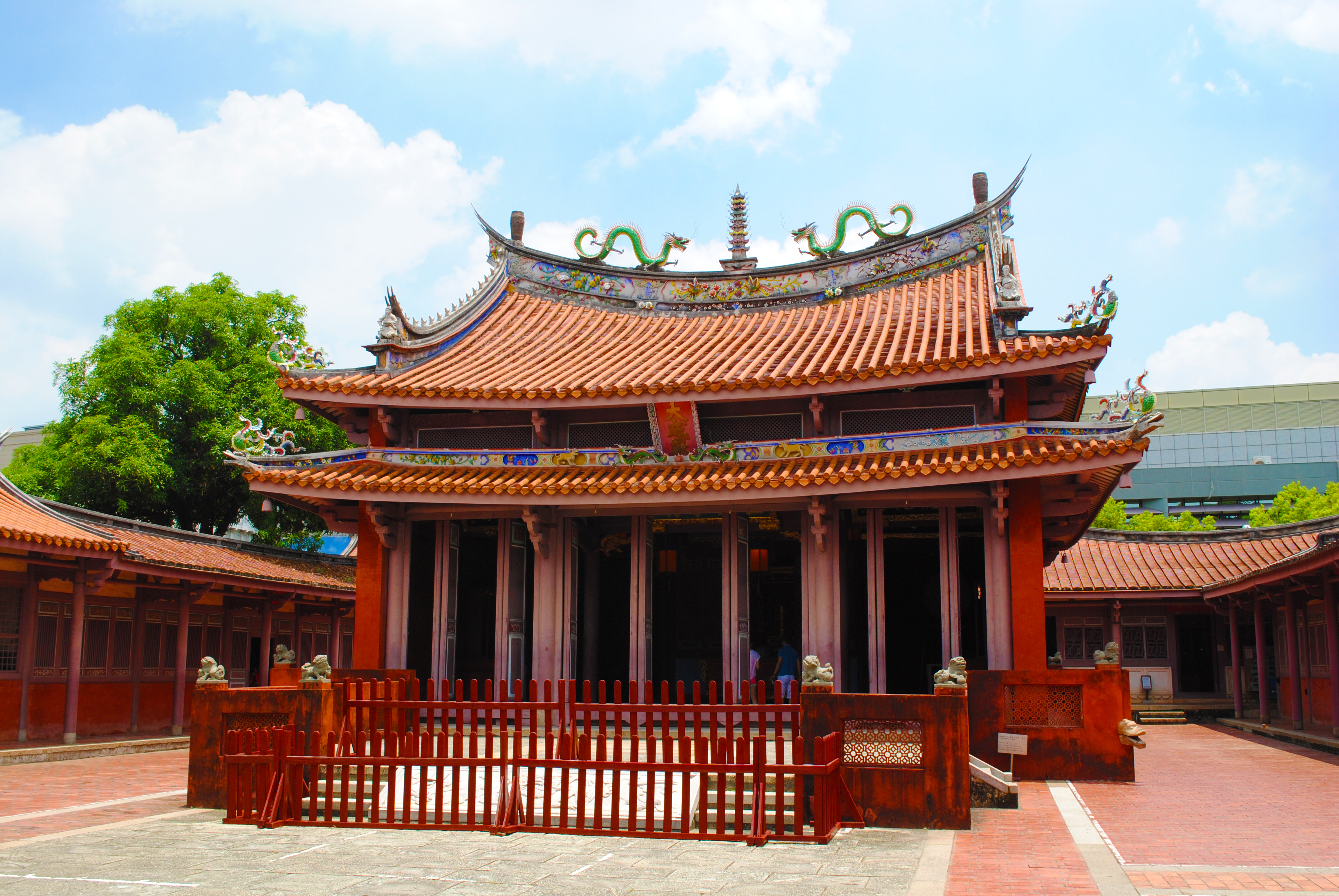
台南孔子廟

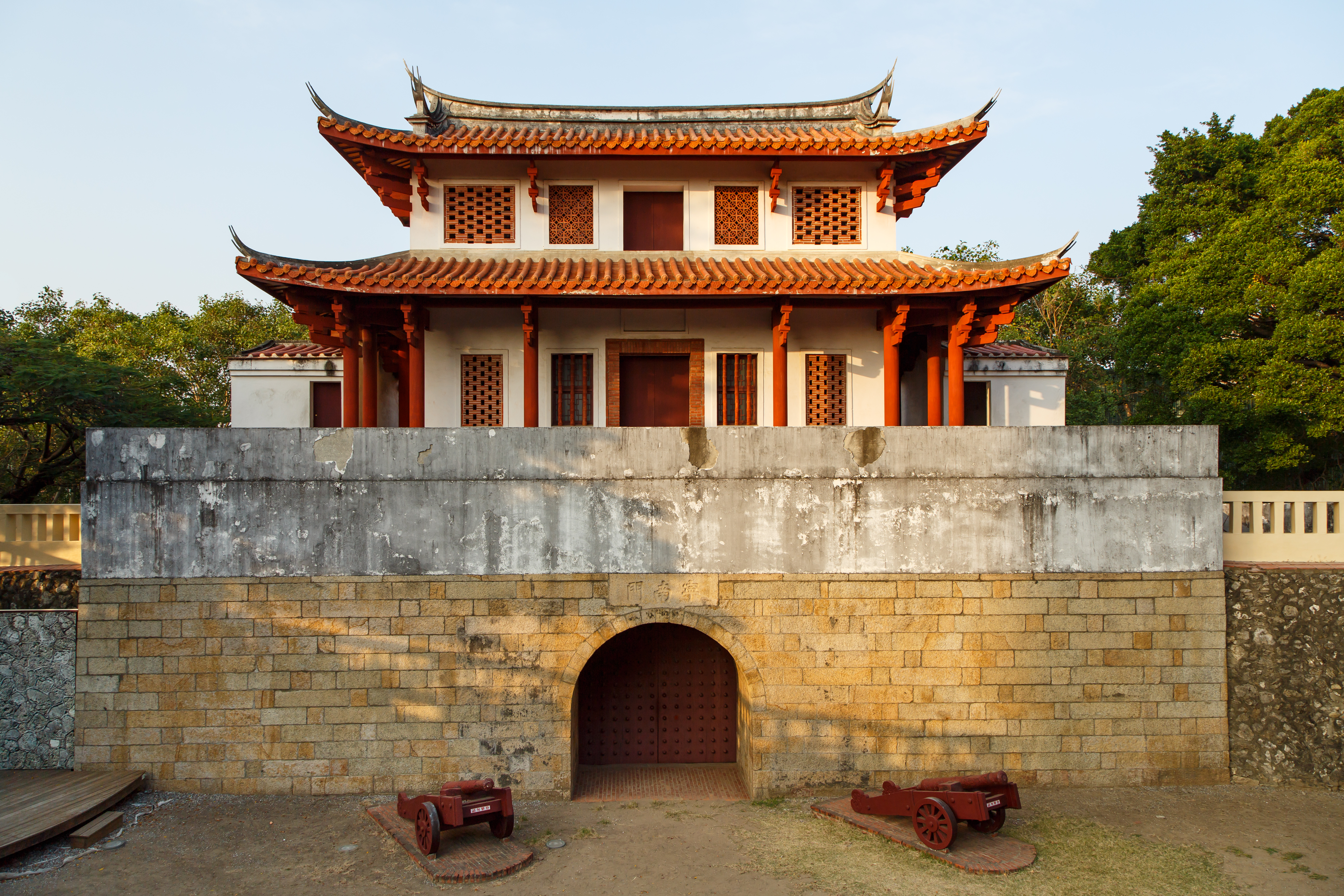
台湾府城大南門（寧南門）

中西区（ジョンシー/なかにし-く）は台南市の市轄区。

## 歴史
2004年1月1日に中区と西区が合併して誕生した。
中区は日本統治時代末期の清水町、末広町、開山町、明治町、大宮町、本町、大正町などが合併して誕生した。1954年2月10日、博愛路、連民族路、公園路、功功路及び万寿里の一部と広慈里の全域を北区に編入し、1982年3月12日には東区の川西里などの5里、南区の小西里など6里及び北区の広慈里など2里を管轄するようになり34里となったが、合併による改編により2002年2月には19里の規模となった。
西区は日本統治時代末期の永楽町、西門町、港町、新町を統合して成立し2002年2月時点で19里を管轄する区となっていた。2004年1月1日に両区が合併し中西区が成立した。

## 行政区域
| 里 |
| --- |
| 郡王里、赤崁里、法華里、西湖里、西賢里、城隍里、開山里、南美里、永華里、南門里、小西門里、五条港里、兌悦里、薬王里、浅草里、府前里、南廠里、西和里、大涼里、光賢里 |

## 教育
| 区分 | 数 | 名称                                                           |
| ---- | -- | -------------------------------------------------------------- |
| 大学 | 1  | 国立台南大学                                                   |
| 高職 | 1  | 台南市私立南英高級商工職業学校                                 |
| 高中 | 2  | 国立台南女子高級中学 国立台南家斉女子高級中学                  |
| 国中 | 3  | 台南市立中山国民中学 台南市立建興国民中学 台南市立金城国民中学 |
| 国小 | 6  | -                                                              |

## 観光
- 赤崁楼
- 台南孔子廟
- 台湾府城大南門（中国語版）（寧南門）
- 大天后宮（中国語版）
- 祀典武廟（中国語版）
- 湯徳章紀念公園
- 王育徳紀念館
- 国立台湾文学館（旧台南州庁）

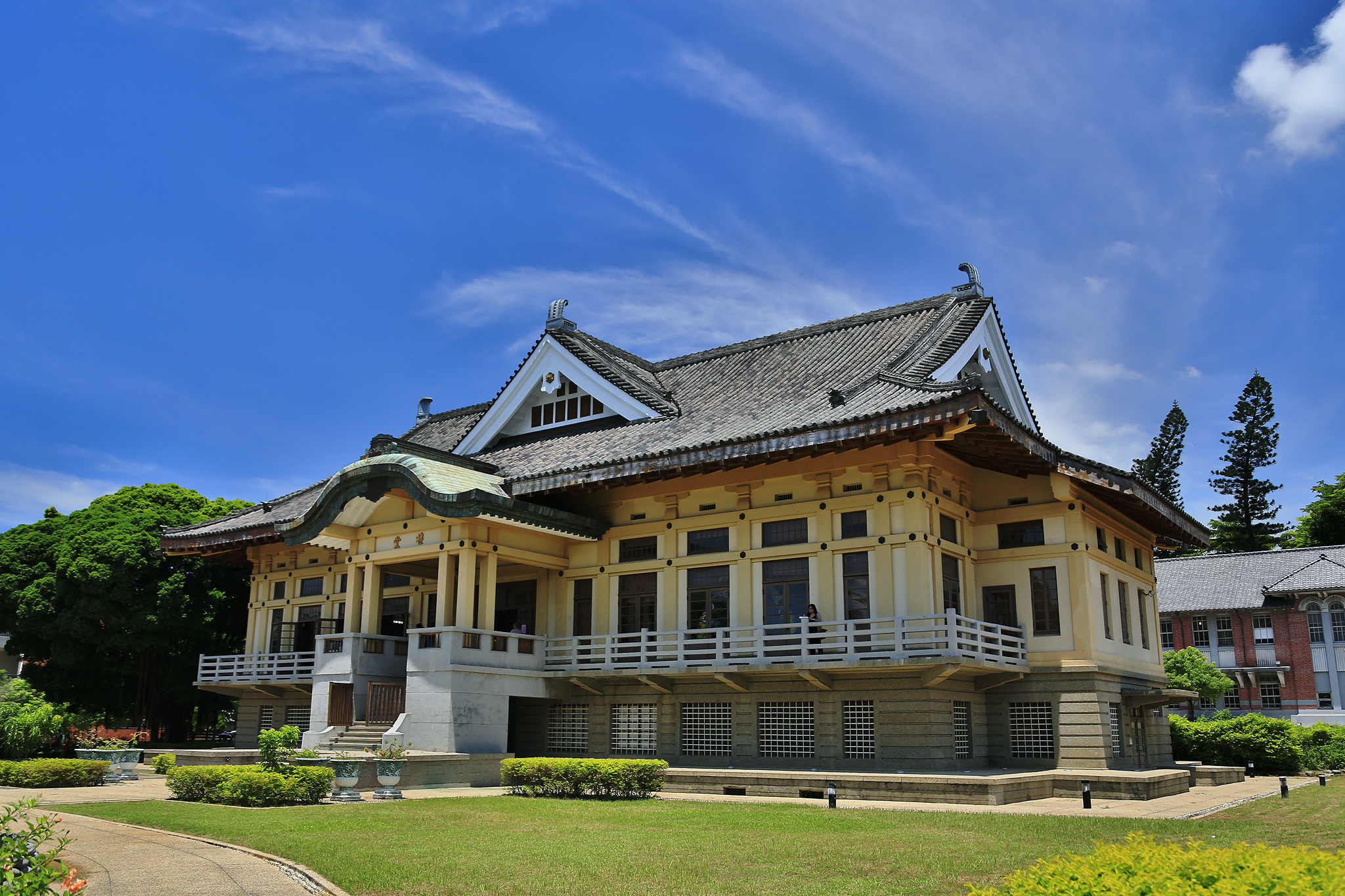
旧台南武徳殿

- 旧日本勧業銀行台南支店（現台湾土地銀行台南分行）
- 林百貨店
- 旧台南地方法院（司法博物館）
- 旧台南愛国婦人会館（中国語版）
- 海安路芸術街と神農街
- 旧台南公会堂（中国語版）
- 旧台南測候所
- 鶯料理（中国語版）
- 鄭成功祖廟
- 延平郡王祠
- 五条港（中国語版）
- 旧台南武徳殿（中国語版）
- 台南市美術館（台南神社の跡地と旧台南警察署庁舎）
- 台南市消防史料館（旧台南合同庁舎）